# Петропавловская улица (Санкт-Петербург)
Петропа́вловская у́лица — улица в Петроградском районе Санкт-Петербурга. Проходит от улицы Льва Толстого до набережной реки Карповки.

## История
Улица была названа в 1883 году (по другим данным, 16 апреля 1887 года) по выходящей на неё Петропавловской больнице (в советское время — больница им. Ф. Ф. Эрисмана в составе 1-го Ленинградского медицинского института им. И. П. Павлова). Больница была построена в 1832—1835 гг. и, в свою очередь, названа по церкви святых Петра и Павла, занимавшей одно из помещений здания на третьем этаже.
По имени улицы назван построенный в створе улицы в начале XX в. Петропавловский мост. В 1967 году вместо старого деревянного моста появился находящийся уже в створе Большого проспекта железобетонный мост. Несмотря на то, что новый мост находится несколько западнее старого, за ним сохранилось прежнее название.

## Объекты
Правая сторона Петропавловской улицы занята садом и зданиями медицинского университета (бывшего первого медицинского, а ранее — женского медицинского института, в состав которого вошла упомянутая выше больница).
- Дом 1 — лаборатория и аудитория Суворовского корпуса Петропавловской больницы. Пристройка возведена по проекту архитектора Д. А. Крыжановского в 1904 году. По этому же адресу находится здание терапевтического отделения Петропавловской больницы — 1913—1914, архитектор Д. А. Крыжановский совместно с А. П. Гоголицыным.
- Дом 4 — Большой проспект Петроградской стороны, 79 — доходный дом К. М. Соколовского. Построен в 1910—1911 гг. по проекту гражданского инженера С. С. Корвина-Круковского. Объект культурного наследия регионального значения.
- Дом 6 — Большой проспект Петроградской стороны, 81  памятник архитектуры (вновь выявленный объект)[3] — доходный дом Д. М. Гончарова. Построен в 1910—1911 гг., архитекторы: гражданский инженер К. И. Розенштейн, военный инженер А. Я. Родионов.
- Дом 8 — набережная реки Карповки — Большой проспект Петроградской стороны, 83  памятник архитектуры (вновь выявленный объект)[3] — доходный дом А. Д. Барановской. Дом украшен круглыми угловыми башнями (верхняя часть башни на углу Петропавловской улицы и набережной Карповки во второй половине XX века была утрачена в результате пожара, в 2014 году — восстановлена). В этом доме до революции находилась контора акционерного общества заводов П. В. Барановского, в которой летом 1917 года В. И. Ленин встречался с Л. Б. Красиным, о чём свидетельствует мемориальная доска со стороны Большого проспекта.